# Caracol Estéreo
Caracol Estéreo fue una emisora radial de Caracol Radio y la primera emisora comercial de la frecuencia modulada en Colombia lanzada en septiembre de 1973.

## Historia

### Década de 1970
En 1973, el Ministerio de Comunicaciones (Actualmente MincTIC); concede la licencia a dos estaciones para transmitir en frecuencia modulada, una de ellas, creada por Enrique París Sarmiento (1931-2002) bajo el nombre de Radio Punto Azúl en la ciudad de Bogotá, a través de la frecuencia HJLN (99.9 MHz). El contenido era dirigido para un público adulto juvenil de clase media y alta, el cual traía música contemporánea pop moderna, baladas en inglés, italiana, brasileña, instrumental y jazz.
Tres años más tarde, el 5 de octubre de 1976, cambia su nombre a Caracol Estéreo FM, ampliando también su programación. Fue la época de voces de Otto Greiffenstein, Julio Nieto Bernal y Enrique "Trapito" Ortiz, en la presentación de la música. Desde esos tiempos, siempre las mejores voces acompañaron a la audiencia.

#### La Hora del Regreso
Un programa que se transmitió los domingos por la tarde en los años 60-70, originalmente en Nuevo Mundo (Hoy Caracol Radio), años después llegó a Caracol Estéreo en la voz inolvidable de Otto Greiffestein: "Son las seis de la tarde de hoy domingo, el sol se oculta detrás de la montaña y las luces de la ciudad empiezan a prenderse, es aquí cuando comienza La hora del Regreso". De 6 a 7 de la noche, el programa acompañaba, a quienes regresan del paseo dominical.

#### La Noche Fantástica
Otra programa histórico de la cadena Caracol Estéreo, con la cálida voz de Otto, "Al filo de la media noche y casi al comienzo de un nuevo amanecer, llega la Noche Fantástica en Caracol, con un poquito de ayer, algo de hoy y un poquito del mañana". Era la noche dedicada a los oyentes que anhelaban un poco de compañía y se dejaban consentir por la inolvidable voz. La selección de las melodías era cuidadosa, con melodías de Isaac Hayes, y un tema inolvidable "Je t´aime moi non plus". También había una noche para los nombres que tenían una canción. Con el fallecimiento de Otto, el programa regresó 3 años después en 1997, conducido por Humberto Rodríguez "El Gato", con los poemas y calor muy personal que le imprimía a este clásico programa.

### Década de 1980
En 1981, la emisora se extiende a cuatro ciudades más del país: —Medellín (94.9 MHz), Cali (95.5 MHz), Barranquilla (89.1 MHz) y Cúcuta (100.7 MHz)— creando así, la primera cadena de Colombia en FM estéreo.
Caracol Estéreo programaba la música teniendo en cuenta los horarios y las actividades diarias de sus oyentes. En las primeras horas del día, la línea musical era suave con picos alegres, al mediodía un poco más baja con música para la sobremesa, y a medida que avanzaba la tarde, se incluían melodías de línea rítmica que motivaban y daban energía al oyente.
Posteriormente en 1987, comenzó la expansión y cambio de formato en las estaciones de Caracol Estéreo; siendo Bogotá la única donde no sufriría cambios y mantendría su programación original. Mientras que las estaciones de Medellín, Cali, Cúcuta, Bucaramanga, Tunja, Barranquilla y Villavicencio pasarían a emitir música romántica.
Las voces que acompañaron la emisora durante esos años fueron: Otto Greiffestein, Julio Sánchez Cristo,  Jaime Sánchez Cristo, Armando Plata Camacho, Manolo Bellon, Roberto Rodríguez Silva, Hernán Orjuela, Lina Botero, Leslie Abadi, Adriana Arango, Bernardo Hoyos Pérez y Humberto El Gato Rodríguez.

### Década de 1990 y creación de Viva FM
En 1991, en el mes de abril, Julio Sánchez Cristo empezó un proyecto que revolucionó la frecuencia modulada en Colombia, Viva FM emitida entre las 6:00 a 9:00 de la mañana, siendo el primer formato noticioso en implementarse en frecuencia modulada, en la estación de Bogotá 99.9 MHz.  Tradicionalmente se pensó que los horarios de la mañana en la banda FM no tenían suficiente audiencia. Sin embargo, al final de la década del ochenta, Caracol Estéreo contaba con una serie de espacios que incluían información y música.
En 1993 comenzó la expansión de VIVA FM, a través de la frecuencia de Caracol Estéreo en Medellín, 94.9 MHz. El 17 de octubre de 1995, llegó a la ciudad de Cali a través de la emisora Univalle Estéreo 105.3 FM.
En el año 1996, Julio Sánchez Cristo se retira de Caracol Estéreo y Viva FM debido a conflictos internos en la cadena, llegando Roberto Pombo asumir la dirección del informativo hasta el año 1999, Yamid Amat entre 1999 hasta 2002 y Hernán Peláez como reemplazo hasta el año 2003.
En 1998, Enrique París deja la dirección de la emisora luego de 25 años estando en los micrófonos de Caracol Estéreo, por lo cual, esta pasa a ser dirigida por Manolo Bellon hasta el año 2003.

### Década de los años 2000
En 2003, Caracol Radio fue adquirida por Grupo Prisa. Regresó Julio Sánchez Cristo y se decidió reformatear la estación como principalmente noticias y  hablados durante el día con programación musical por la noche y los fines de semana. A las 5:00 a. m. del 7 de abril de 2003, Caracol Estéreo se convirtió en W Radio, siendo su primer programa una transmisión simultánea de noticias con la estación AM Radionet.

## Frecuencias
Anteriores frecuencias donde se emitían Caracol Estéreo:
| Ciudad        | Frecuencia                         |
| ------------- | ---------------------------------- |
| Bogotá        | 99.9 FM (1973-2003)                |
| Medellín      | 94.9 FM (1978-1996)                |
| Medellín      | 90.3 FM (1996-2000)                |
| Medellín      | 99.4 FM (2000-2003)                |
| Cali          | 95.5 FM (1981-1998)                |
| Cali          | 105.3 Univalle Estéreo (1996-2001) |
| Barranquilla  | 89.1 FM (1980-1987)                |
| Barranquilla  | 88.6 FM (2000-2001)                |
| Bucaramanga   | 95.7 FM (1987-1992)                |
| Manizales     | 91.7 FM (1987-2001)                |
| Pereira       | 93.7 FM (1987-1998)                |
| Armenia       | 90.7 FM (1987-1998)                |
| Tunja         | 99.3 FM (1989-1992)                |
| Tunja         | 107.3 FM (1992-1998)               |
| Villavicencio | 90.3 FM (1987-1994)                |
| Cúcuta        | 100.7 FM (1981-1998)               |

## Programas
Programas emitidos en Caracol Estéreo durante sus años en emisión:
- La Noche Fantástica. (1973 - 1994, 1997 - 2003).
- La hora del Regreso. (1973 - 2003).
- Café del Jazz.
- Platino y oro.
- Música clásica.
- El mundo del cine.
- Alto Sonido en Estéreo.
- La Hora Internacional BIC MasterCard.
- Las canciones que a mi más me gustan.
- Momentos perfectos.
- Tiempo extra.
- La Hora Sunsilk.
- Es tiempo de vivir música del Brasil.
- Noches de Montearroyo.
- La Hora exhibit.
- Un buen vivir.
- Autogiro 99.9.
- Séptimo arte.
- Después de las horas.
- Jazz Week End.
- Notas de la actualidad.
- Viva FM. (1991 - 2003)
- Clásicos de la música universal.
- Invitado Especial (1973 - 2003).
- Night fever (hasta 2003).
- Surcos del Pop (1985 - 2003).
- Conexión Virtual (hasta 2003).
- Ciclos Especiales (1997 - 2003).
- Hora 22.(1978 - 1983)
- El Conteo de los clásicos de Caracol Estéreo (hasta 2003).
- En el escenario (hasta 2003).
- Los 20 de la semana (hasta 2003).
- Flashback (hasta 2003).
- El Correo Caracol Estéreo (hasta 2003).